# Bas-Mauco
 Bas-Mauco  (en occitano Mau Còrn Baish) es una población y comuna francesa, situada en la región de Aquitania, departamento de Landas, en el distrito de Mont-de-Marsan y cantón de Saint-Sever.

## Demografía
| 151 | 116 | 129 | 160 | 242 | 277 |
| Para los censos de 1962 a 1999 la población legal corresponde a la población sin duplicidades (Fuente: INSEE [Consultar]) |     |     |     |     |     |